# Fear Street
Fear Street est une série de fiction d'horreur pour adolescents écrite par l'auteur américain R. L. Stine, à partir de 1989. En 1995, une série de livres inspirée de la série Fear Street, intitulée R. L. Stine's Ghosts of Fear Street, a été créée pour les jeunes lecteurs. Ces livres ressemblent davantage aux livres Chair de poule, car ils mettent en scène des adversaires paranormaux (monstres, extraterrestres, etc.) et ont parfois des fins tordues. De plus, les livres de la série de 1995 ne sont pas écrit par R. L. Stine mais présenté par lui, il parraine cette collection. 
R. L. Stine a arrêté d'écrire Fear Street après avoir écrit le spin-off Fear Street Seniors en 1999. À l'été 2005, il a ramené Fear Street avec la mini-série en trois parties Fear Street Nights.
En 2010, plus de 80 millions d'exemplaires de Fear Street ont été vendus.
R. L. Stine a relancé la série de livres en octobre 2014. En juillet 2021, une trilogie de films basés sur la franchise est sortie chaque semaine sur Netflix.

## Résumé de l'intrigue
Les livres de Fear Street se déroulent dans la ville fictive de Shadyside et mettent en scène des adolescents plus âgés que les préadolescents typiques de Chair de poule, qui rencontrent des adversaires malins, parfois paranormaux. Si certains des romans de Fear Street comportent des éléments paranormaux, tels que des fantômes, d'autres sont simplement des histoires de meurtre. Alors que les livres de Chair de poule présentent quelques morts apprivoisées, les morts présentées dans Fear Street, notamment les sagas, sont beaucoup plus macabres, avec plus de sang et de gore.
Le titre de la série provient du nom d'une rue fictive de Shadyside, qui a été baptisée du nom de la famille Fear. Leur nom s'écrivait à l'origine Fier ; après avoir appris que la famille était maudite et que les lettres pouvaient être réarrangées pour donner le mot « feu », Simon Fier l'a changé en Fear au XIXe siècle. Malgré le changement de nom de la famille, la malédiction a survécu, et Simon et sa femme, Angelica, l'ont apportée avec eux lorsqu'ils ont déménagé à Shadyside peu après la guerre civile.
La malédiction a commencé à l'époque puritaine (XVIIe siècle) lorsque Benjamin et Matthew Fier ont condamné une jeune fille innocente et sa mère, Susannah et Martha Goode, à être brûlées sur le bûcher pour avoir prétendument pratiqué la sorcellerie. Le père et mari, William Goode, a jeté la malédiction sur les Fier pour venger leur mort, apportant la misère et la mort à la famille. Bien qu'un incendie ait prétendument brûlé le dernier des Fiers, la série présente quelques Fiers survivants et suggère qu'un des frères a survécu. Ces événements sont décrits dans les Fear Street Sagas, une série dérivée de la série principale.
Comme dans la série Chair de poule, les personnages changent d'un livre à l'autre, même si certains vivent encore et sont mentionnés (ou apparaissent) plusieurs fois. Certaines des intrigues des romans précédents sont également mentionnées dans les livres suivants, et certains personnages apparaissent dans plusieurs histoires (par exemple, Cory Brooks, héros de Menaces de mort, est mentionné et apparaît plusieurs fois dans les romans suivants). L'intrigue des livres se déroule entre la fin des années 1980 et le début des années 1990, bien que plusieurs romans se déroulent au cours de la même année chronologique.

## Lieux diégétiques
La série Fear Street se déroule dans une ville appelée Shadyside. Une grande partie de l'activité paranormale, des meurtres et d'autres événements inexpliqués se produisent soit directement dans la rue Fear, soit dans les bois qui entourent la rue, soit sur l'île Fear qui se trouve au milieu du lac Fear. Des indices contextuels dans le texte suggèrent que Shadyside se trouve soit dans le sud de la Nouvelle-Angleterre, soit dans un État du nord de l'Atlantique. Par exemple, dans le livre n°3, The Overnight, un personnage mentionne qu'il va à l'université « à Boston », ce qui suggère que Shadyside est quelque part près de Boston, mais au sud de celle-ci.
Selon les descriptions du livre n°1, Menaces de mort, la rivière Canononka coule derrière le parc Shadyside, qui se trouve derrière le lycée Shadyside. Entre l'école et le parc, plusieurs livres mentionnent un parking, alternativement appelé le parking des professeurs et le parking des étudiants. De là, on peut voir un terrain d'entraînement et des courts de tennis. Dans le livre n°4, Disparitions mystérieuses, il est mentionné que la rivière Canononka marque la limite de la ville, ce qui suggère que la rivière constitue une partie de la limite de la ville de Shadyside.
Les bois de Fear Street sont situés entre Fear Street et le reste de la ville, bien que certains livres suggèrent que les bois sont situés au bout de la rue. Si l'on partait de la rue Fear et que l'on traversait les bois, on se retrouverait dans un autre quartier de Shadyside, où les jardins des gens rejoignent les bois. Cependant, il est très difficile de maintenir un chemin droit, car les bois sont pleins de sous-bois. À noter également : « Il n'y a pas d'oiseaux dans les bois de Fear Street. Des scientifiques de tout le pays n'ont pas réussi à trouver pourquoi. »
Division Street divise Shadyside en deux moitiés, l'une au nord et l'autre au sud ; le centre commercial local se trouve dans cette rue. Division Street croise Old Mill Road, qui croise ensuite Fear Street, qui se trouve dans la moitié sud de la ville. D'après cette description, il semble raisonnable de supposer que Fear Street est au moins quelque peu parallèle à Division Street. La rue éponyme est décrite comme étant sinueuse, sans vue claire d'un bout à l'autre. Quelque part dans cette rue se trouve la coquille brûlée du Manoir Fear. Selon le livre n°5, Faux numéro, il existe un cimetière près de l'extrémité est de Fear Street, qui est également bordé par les bois de Fear Street.
À un moment donné, dans la chronologie, entre le livre n°1, Menaces de mort et le livre n°3, The Overnight, le « ...vieux moulin en ruine construit au bout de Old Mill Road avant même que la ville de Shadyside n'existe, a récemment été ressuscité et rouvert en tant que club de danse pour adolescents appelé The Mill. » Old Mill Road croise Hawthorne Drive, où vous pouvez trouver un petit café appelé Alma's ; c'est le repaire de nombreux étudiants locaux.
Il y a un quartier appelé North Hills, qui se distingue nettement du reste de Shadyside ; on y trouve de grandes maisons et des pelouses bien entretenues. Il est décrit comme « ...un quartier calme et paisible, le plus beau quartier de Shadyside. » De nombreux ouvrages mentionnent un quartier appelé le Vieux Village, qui semble être le centre-ville/vieille ville de Shadyside, avec de nombreux commerces.
Waynesbridge est une ville située à environ 20 minutes de route de Shadyside. Entre les deux villes, il y a un parc d'affaires où une société appelée Cranford Industries s'est installée.

## Sortie
Le premier livre de Fear Street, The New Girl (Menaces de mort, en français), a été publié en 1989. Plusieurs séries dérivées ont été écrites, notamment les Fear Street Sagas et R. L. Stine's Ghosts of Fear Street. En 2003, plus de 80 millions de livres Fear Street ont été vendus. Les différents livres ont figuré sur de nombreuses listes de best-sellers, notamment celles de USA Today et Publishers Weekly.
Après une interruption, R. L. Stine a relancé la série de livres en octobre 2014. Stine avait tenté d'écrire un nouveau roman Fear Street pendant des années, mais les éditeurs n'étaient pas intéressés. Certains éditeurs pensaient que la littérature pour jeunes adultes avait changé depuis la première publication de Fear Street, puisque le nouveau monde de la littérature pour jeunes adultes est dominé par des univers dystopiques et des éléments paranormaux. Après que Stine ait dit à ses followers sur Twitter qu'aucun éditeur n'était intéressé par la relance de Fear Street, Kat Brzozowski, une éditrice de St. Martin's Press, l'a contacté. Au départ, l'éditeur a acheté trois nouveaux livres, mais il a ensuite été annoncé que six nouveaux livres seraient publiés dans la série.
Party Games, le premier livre, a été publié pour la première fois le 30 septembre 2014, en couverture rigide.Le roman est le premier roman Fear Street de Stine depuis que le dernier livre de la série Fear Street Nights a été publié en 2005. Le roman a été suivi de Don't Stay Up Late, qui a été publié en avril 2015.Stine a déclaré que les nouveaux livres sont plus longs, plus adultes et plus violents, pour refléter la façon dont la littérature pour jeunes adultes a changé depuis la première publication de Fear Street.

## Adaptations

### Télévision
Quelque temps avant octobre 1997, Viacom Productions avait conclu un accord de développement avec Parachute Entertainment pour produire une série télévisée en prime time basée sur les livres Fear Street. Peu après, ABC, propriété de Disney, a acheté un pilote de Fear Street. L'épisode pilote de la série télévisée non produite de Fear Street, intitulé Ghosts of Fear Street, a été diffusé sur la chaîne ABC le 31 juillet 1998,. La diffusion du pilote a obtenu 89 % de son audience auprès des hommes de 18-34 ans, mais seulement 55 % auprès des femmes de 18-34 ans. Le résultat a été la pire cote d'écoute jamais enregistrée par ABC dans ce créneau et une troisième place pour la soirée dans les foyers et chez les adultes 18-49.

### Film
Le 30 octobre 1997, Variety a rapporté que Hollywood Pictures avait conclu un accord pour acquérir la série de livres Fear Street, qui devait être développée avec Parachute Entertainment comme une franchise de long métrage semblable à Scream.
Le 9 octobre 2015, TheWrap a rapporté qu'un film basé sur la série était à nouveau en cours de développement, par la 20th Century Fox et Chernin Entertainment. Le 13 février 2017, The Tracking Board a rapporté que Kyle Killen écrirait le scénario du film. Le 13 juillet 2017, Variety a rapporté que Leigh Janiak superviserait le développement des scénarios en tant que trilogie, et réaliserait le premier film. Le 27 février 2019, il a été annoncé que Kiana Madeira et Olivia Welch joueraient les personnages principaux de la trilogie. Le 12 mars 2019, Deadline Hollywood a rapporté que Benjamin Flores, Jr. jouerait Josh, tandis qu'Ashley Zukerman, Fred Hechinger, Julia Rehwald et Jeremy Ford ont rejoint le casting le 27 mars. Le 1er avril 2019, Gillian Jacobs, Sadie Sink, Emily Rudd et McCabe Slye ont été retenus pour le deuxième film,,.
Le 13 mars 2019, le tournage du premier film a commencé à East Point, en Géorgie. Janiak a réalisé les trois films de la série, après avoir été initialement prévu pour réaliser le premier et le troisième film. Alex Ross Perry était précédemment prévu pour réaliser le deuxième film. Phil Graziadei et Janiak ont reçu le crédit du scénario, et avec un co-crédit « histoire par » partagé avec Killen, Graziadei et Janiak.
Alors que le tournage de la trilogie s'est terminé en septembre 2019, la série a été placée dans un statut incertain avec la résiliation anticipée de l'accord de production de Chernin Entertainment et 20th Century Fox. Le 7 avril 2020, il a été annoncé que Chernin Entertainment a mis fin à son accord de distribution avec 20th Century Studios, et a conclu un accord pluriannuel de premier regard avec Netflix. Le 11 août 2020, il a été signalé que Netflix avait acquis la trilogie pour une date de sortie prévue à la mi-2021, avec la stratégie de sortie originale d'un film par mois. Le 19 mai 2021, Netflix a annoncé que les films sortiraient sur trois semaines, avec Fear Street, partie 1 : 1994 le 2 juillet, Fear Street, partie 2 : 1978 le 9 juillet et Fear Street, partie 3 : 1666 le 16 juillet.